# Nico Vaesen
Nico Vaesen (Hasselt, 28 september 1969) is een voormalig Belgisch doelman.
Vaesen begon zijn carrière bij KSK Tongeren, maar debuteerde in de Eerste klasse bij Cercle Brugge. In 1998 trok hij naar het Engelse Huddersfield Town, waar hij 3 jaar bleef en 135 wedstrijden speelde. Op het einde van het seizoen 1998-1999 werd hij door de supporters van Huddersfield tot "Speler van het seizoen" verkozen. In 2001 vertrok hij naar Birmingham City. Aanvankelijk was hij daar titularis, maar na een blessure verloor hij zijn plaats. In de jaren die volgden werd hij aan verscheidene clubs uitgeleend, en tussendoor was hij meestal reservedoelman. In 2006 trok hij terug naar zijn vaderland om aan de slag te gaan bij Lierse SK. Na zijn carrière ging Vaesen aan de slag als spelersmakelaar.

## Statistieken
| Periode   | Club                      | Land     | Competitie                   |
| --------- | ------------------------- | -------- | ---------------------------- |
| 1990-1993 | KSK Tongeren              | België   | Tweede Klasse                |
| 1993-1995 | Cercle Brugge             | België   | Eerste Klasse                |
| 1995-1998 | Eendracht Aalst           | België   | Eerste Klasse                |
| 1998-2001 | Huddersfield Town         | Engeland | Division One                 |
| 2001/02   | Birmingham City           | Engeland | Division One                 |
| 2002-2006 | Birmingham City           | Engeland | Premier League               |
| 2002      | Gillingham FC (verhuurd)  | Engeland | Football League One          |
| 2004      | Bradford City (verhuurd)  | Engeland | Football League One          |
| 2004      | Crystal Palace (verhuurd) | Engeland | Football League Championship |
| 2006-2008 | K. Lierse SK              | België   | Eerste Klasse                |
| 2008      | K.F.C. Verbroedering Geel | België   | Exqi League                  |